# Hans Hellmann (Physiker)
Hans Gustav Adolf Hellmann (* 14. Oktober 1903 in Wilhelmshaven; † 29. Mai 1938 in Moskau) war ein deutscher Physiker. Er schrieb 1937 eines der ersten Lehrbücher der Quantenchemie.

## Leben
Hellmann wurde 1903 als erstes von zwei Kindern des Marineoffiziers Gustav Hellmann und dessen Frau Hermine in Wilhelmshaven geboren. Als sein Vater frühzeitig starb, besserte die Mutter ihre Pension dadurch auf, dass sie Arbeitern einen Mittagstisch in ihrem eigenen Haus bot. Der junge Hellmann verdiente sein Taschengeld als Fremdenführer.
1922 begann er ein Studium der Elektrotechnik an der Technischen Hochschule Stuttgart, wechselte aber bereits nach einem Semester zur Technischen Physik. Sein Studium finanzierte er, indem er zeitweise im Hafen seiner Heimatstadt arbeitete. 1925 fertigte er an der Universität Kiel eine Schwerpunktsarbeit über Dielektrizitätskonstanten von Salzlösungen an. Er konnte die Voraussagen der aktuellen Theorie von Peter Debye, Erich Hückel, Lars Onsager und Hans Falkenhagen experimentell bestätigen. In Kiel besuchte er auch die Vorlesungen von Walther Kossel und kam wohl erstmals mit der elektronischen Valenztheorie in Berührung. Nach sieben weiteren Semestern in Stuttgart fertigte Hellmann seine Diplomarbeit über radioaktive Präparate bei Otto Hahn und Lise Meitner am Kaiser-Wilhelm-Institut für Chemie in Berlin an. Anschließend wurde er Assistent bei Erich Regener in Stuttgart, wo er mit einer experimentellen Untersuchung zum Ozonzerfall zum Dr. Ing. promovierte.
Im Januar 1929 heiratete Hellmann Regeners Pflegetochter Viktoria Bernstein, die einer jüdischen Familie aus der Ukraine entstammte. Sie war als entfernte Verwandte von Regeners Ehefrau nach dem Tod ihrer Eltern aus der Sowjetunion nach Stuttgart gekommen. Am 14. Oktober 1929 wurde Hans Hellmann Jr. geboren.
1929 wurde Hellmann Assistent für Theoretische Physik an der Technischen Hochschule Hannover. In dieser sehr fruchtbaren Zeit beschäftigte er sich mit der Natur der chemischen Bindung und mit Moleküleigenschaften aus dem Blickwinkel der Quantenchemie. Unter den Nationalsozialisten bekam er ab 1933 zunehmend Schwierigkeiten dadurch, dass seine Frau Jüdin war. Sein Habilitationsantrag wurde vom Preußischen Kultusministerium im Herbst 1933 abgewiesen. Ende 1933 erhielt er zudem seine Kündigung zum 31. März 1934. Hellmann entschloss sich zur Emigration. Obwohl er auch gute Kontakte in die USA pflegte, entschied er sich wegen der Herkunft seiner Frau, aber auch wegen seiner politischen Überzeugungen, für die Sowjetunion.
1934 bekam er eine Stelle am angesehenen Karpow-Institut für Physikalische Chemie in Moskau. Hier schrieb er sein Lehrbuch der Quantenchemie. Während des Großen Terrors wurde er im Zuge der Deutschen Operation des NKWD am 8. März 1938 verhaftet und der Spionage für Deutschland beschuldigt. Am 29. Mai 1938 wurde Hans Hellmann exekutiert. Am 11. Oktober 1957 wurde er rehabilitiert.
An jüngere Nachwuchswissenschaftler wird seit 1998 jährlich der G. A. Hellmann-Preis der Arbeitsgemeinschaft für Theoretische Chemie der Bunsen-Gesellschaft für hervorragende wissenschaftliche Leistungen im Bereich der Theoretischen Chemie verliehen.
Hellmann führte 1934 Pseudopotentiale ein. Nach ihm und Richard Feynman ist das Hellmann-Feynman-Theorem benannt, das Hellmann in seinem Lehrbuch der Quantenchemie veröffentlichte.

## Werke
- Hans Hellmann: Über das Auftreten von Ionen beim Zerfall von Ozon und die Ionisation der Stratosphäre, Ann. d. Phys. 2 (1929) 708–732 (Diss.).
- Hans Hellmann: Квантовая Химия, ONTI, Moskau und Leningrad 1937 (dt. Einführung in die Quantenchemie. Deuticke, Leipzig und Wien 1937; Neuauflage mit biografischen Notizen von Hans Hellmann junior, Springer Spektrum 2015, ISBN 978-3-662-45966-9).